# Norman Hartnell
Norman Bishop Hartnell, KCVO (Londres, 12 de junio de 1901 - Windsor, 8 de junio de 1979), fue un diseñador de moda británico. Fue modisto de la reina María y, posteriormente, por Orden Real, modisto de la reina Isabel, reina madre. También fue modisto de la reina Isabel II.

## Primeros años
Nació en Streatham, al suroeste de Londres, como hijo de los propietarios de una posada en Streatham Hill. Estudió en Mill Hill School y aprendió Lenguas modernas en el Magdalene College de la Universidad de Cambridge, aunque, no obtuvo ningún título. Interesado por la realización y diseño de los universitarios que pertenecían al club dramático Foolights, Hartnell fue observado por la prensa de Londres como el diseñador de una producción Footlights transferida al Teatro Dalys en Londres. Después de haber trabajado infructuosamente para dos diseñadores de Londres, incluyendo a Lucy, Lady Duff-Gordon, a quien demandó por copiar sus diseños sin crédito, abrió su propio negocio en el número 10 de Bruton Street, Mayfair, en 1923, con la ayuda de su padre y su hermana Phyllis.

## Bruton Street, Mayfair
Hartnell adquirió una exclusiva clientela, diseñando vestidos de noche y de tarde, muchas veces apreciados en las presentaciones en la Corte y en bodas de sociedad. Se hizo popular entre las jóvenes estrellas de cine, llegando a vestir a estrellas como Gladys Cooper y Elsie Randolph, teniendo, después, como clientes a Gertrude Lawrence, Jessie Matthews, Merle Oberon, Evelyn Laye, Anna Neagle, Alice Delysia y Mistinguett.
En 1934, el éxito financiero de Hartnell logró que se trasladara su casa de modas al 26 de Bruton Street. Recibiría sus primeras órdenes reales, diseñando el vestido y ajuar de novia de lady Alicia Montagu-Douglas-Scott, hija del duque de Buccleuch, comprometida con el príncipe Enrique, duque de Gloucester, tercer hijo del rey Jorge V. Tanto Jorge V y la reina María aprobaron los diseños, convirtiéndose también la reina María en su cliente. A pesar de que los diseños de Hartnell para lady Alicia lograron una importante difusión en todo el mundo, la muerte del padre de la futura duquesa y su consiguiente periodo de luto llevaron a la cancelación de la celebración  boda en la Abadía de Westminster, sustituyéndose por una discreta boda en la capilla del Palacio de Buckingham.
En la boda de la princesa Beatriz de York, el traje de novia era un vestido creado por Norman, readaptado para la ocasión, y que Beatriz tomó prestado de la reina Isabel II, su abuela paterna.
- Datos: Q5492240
- Multimedia: Norman Hartnell / Q5492240